# Kalana, Jõgevamaa
Kalana är en ort i Estland. Den ligger i Pajusi kommun och landskapet Jõgevamaa, i den centrala delen av landet, 110 km sydost om huvudstaden Tallinn. Kalana ligger 74 meter över havet och antalet invånare är 129.
Terrängen runt Kalana är mycket platt. Runt Kalana är det glesbefolkat, med 11 invånare per kvadratkilometer. Närmaste större samhälle är Põltsamaa, 8,3 km sydväst om Kalana. Omgivningarna runt Kalana är en mosaik av jordbruksmark och naturlig växtlighet.